# Margaret Bonds
Margaret Jeanette Allison Bonds (Chicago, 3 maart 1913 – Los Angeles, 26 april 1972) was een Amerikaans componist, pianist, arrangeur en docent. Als een van de eerste zwarte componisten en artiesten die erkenning kregen in de Verenigde Staten, is ze vooral bekend door haar populaire arrangementen van Afro-Amerikaanse spirituals en haar samenwerking met Langston Hughes.

## Familieachtergrond en jeugd
Margaret Jeanette Allison Majors werd geboren op 3 maart 1913 in Chicago. Haar vader, Monroe Alpheus Majors, was actief in de burgerrechtenbeweging als arts en schrijver. Zijn werk betrof onder meer de oprichting van een vereniging voor zwarte artsen aan wie het lidmaatschap van de American Medical Association werd geweigerd op basis van ras. Als auteur staat Majors bekend om zijn boek Noted negro women: their triumphs and activities (1893), en om zijn werk als redacteur van verschillende Afro-Amerikaanse kranten. Haar moeder, Estelle C. Bonds, was kerkmusicus en lid van de National Association of Negro Musicians. Zij stierf in 1957. Margaret werd ongetwijfeld door haar beide ouders beïnvloed in haar werk als musicus.
Toen Margaret vier jaar oud was, scheidden haar ouders. Ze groeide op in het huis van haar moeder en kreeg haar meisjesnaam, Bonds. Haar moeder gaf haar thuis pianoles. Hun huis werd bezocht door veel toonaangevende zwarte schrijvers, kunstenaars en musici van die tijd, onder wie de sopranen Abbie Mitchell en Lillian Evatti, en de componisten Florence Price en Will Marion Cook. Zij zouden allen van invloed zijn op haar muzikale carrière. Margaret toonde al jong aanleg voor compositie en schreef haar eerste werk, Marquette street blues, op vijfjarige leeftijd.
Margaret Bonds begeleidde dansers en zangers in verschillende shows en clubs rond Chicago; ze kopieerde ook muziekpartijen voor andere componisten.
In 1939 verhuisde Bonds naar New York en in 1940 trouwde zij met Lawrence Richardson (1911-1990), een reclasseringsambtenaar. Het echtpaar kreeg een dochter, Djane Richardson (1946-2011).

## Opleiding
Tijdens haar middelbare-schooltijd studeerde Bonds piano en compositie bij Florence Price en William Dawson. Toen ze zestien was, ging ze studeren aan de Northwestern University, waar ze in 1934 haar Master of Music behaalde. Zij was een van de weinige zwarte studenten aan de Northwestern University; de omgeving was vijandig, racistisch en bijna ondraaglijk. Hoewel ze er wel mocht studeren, mocht ze niet op de campus wonen.
Na haar afstuderen verhuisde Bonds naar New York en ging naar de prestigieuze Juilliard School of Music. Ze studeerde compositie bij Roy Harris, Robert Starer en Emerson Harper, en piano bij Djane Herz. Ze studeerde ook bij Walter Gossett. Nadia Boulanger zei nadat zij haar werk gezien had, dat ze geen les meer nodig had en weigerde haar les te geven. Het is echter niet zeker of zij echt dacht dat Bonds geen les meer nodig had of handelde op basis van raciale vooroordelen. Het werk waarnaar Boulanger verwijst is The negro speaks of rivers, een bewerking voor stem en piano van Langston Hughes' gedicht met dezelfde titel - het gedicht dat Bonds zoveel troost gaf tijdens haar jaren aan de Northwestern University.

## Langston Hughes
Langston Hughes (1901-1967) was een productieve Afro-Amerikaanse dichter en schrijver. Hughes en Bonds werden goede vrienden nadat ze elkaar in 1936 hadden ontmoet, en ze zette veel van zijn werk op muziek. Op 22 mei 1952 werkten Langston, Bonds en bariton Daniel Andrews samen aan het project An evening of music and poetry in negro life in de Community Church.
Bonds schreef verschillende werken voor muziektheater. In 1959 zette ze Shakespeare in Harlem op muziek, een libretto van Hughes. Andere voorbeelden van hun samenwerking zijn The negro speaks of rivers, Songs of the seasons, Three dream portraits en Simon bore the cross; het laatste werk werd in februari 2018 voor het eerst uitgevoerd in Washington door het concertkoor van de Universiteit van Georgetown onder leiding van Frederick Binkholder. Het is een cantate voor piano en stem, en is gebaseerd op het spirituele He never said a mumblin' word.
De dood van Langston Hughes in 1967 was moeilijk voor Bonds. Ze verliet haar man en dochter en verhuisde van New York naar Los Angeles, waar ze bleef tot haar dood in 1972.

## Carrière
Bond was al tijdens haar studie aan de Northwestern University actief bezig met haar carrière. In 1932 won haar compositie Sea ghost de prestigieuze nationale Wanamaker Foundation Prize, waardoor ze in de publieke belangstelling kwam. Op 15 juni 1933 trad zij als eerste zwarte persoon in de geschiedenis op met het Chicago Symphony Orchestra tijdens de serie Century of Progress (Concertino for piano and orchestra van John Alden Carpenter). Ze zou hier in 1934 terugkeren om het Piano concerto in d-minor  uit te voeren dat is gecomponeerd door haar vroegere leraar Florence Price.
Na haar afstuderen bleef Bond in Chicago lesgeven, componeren en optreden. Twee van haar opmerkelijke studenten waren Ned Rorem en Gerald Cook, met wie ze later pianoduo's uitvoerde. In 1936 opende ze de Allied Arts Academy, waar ze les gaf in kunst, muziek en ballet. Datzelfde jaar werd een bewerking van Peach tree street gespeeld in Gone with the Wind.
In 1939 verhuisde ze naar New York, waar ze om geld te verdienen muziek bewerkte en meewerkte aan verschillende populaire liedjes. Ze maakte haar solodebuut in het stadhuis op 7 februari 1952. Rond diezelfde tijd richtte ze de Margaret Bonds Chamber Society op, een groep zwarte musici die voornamelijk werk van zwarte klassieke componisten uitvoerde. Ze woonde in Harlem en werkte mee aan veel muziekprojecten in die wijk. Ze hielp bij het opzetten van een cultureel gemeenschapscentrum en verzorgde de muziek in een kerk.
Onder Bonds' werk uit de jaren vijftig bevindt zich The ballad of the brown king, dat voor het eerst werd uitgevoerd in New York in december 1954. Het vertelt het verhaal van de Drie Wijzen, in het bijzonder van Balthazar, de zogenaamde "bruine koning". Het werd oorspronkelijk geschreven voor zang en piano, maar later herschreven voor koor, solisten en orkest, en uiteindelijk in 1960 door de CBS uitgezonden. Het is een groot werk in negen delen, en combineert elementen van verschillende zwarte muzikale tradities, zoals jazz, blues, calypso en spirituals. In deze periode van haar carrière schreef Bonds ook Three dream portraits voor stem en piano, die in 1959 werden gepubliceerd. De Mass in d-minor voor koor en orgel werd dat jaar voor het eerst uitgevoerd.
Als uitvloeisel van haar composities voor stem werd Bonds later actief in het theater, waar ze tal van producties dirigeerde en twee balletten schreef. In 1964 schreef zij Montgomery variations voor orkest, een set van zeven programmatische variaties op het spirituele I want Jesus to walk with me. Zij schreef een programma voor het werk, waarin wordt uitgelegd dat het ging over de beslissing van zwarten uit het zuiden van de Verenigde Staten niet langer de rassensegregatie van de Jim Crow-wetten te accepteren, en zich richtte op de Montgomery-busboycot in 1955 en de bomaanslag op de 16th Street Baptist Church in Birmingham in 1963. Bonds gaf het voltooide werk in 1964 aan Ned Rorem, een goede vriend en oud-student. Uiteindelijk droeg ze het op aan Martin Luther King.
Twee jaar later verhuisde ze naar Los Angeles, waar ze muziek doceerde aan het Los Angeles Inner City Institute en aan het Inner City Cultural Center. Zubin Mehta en het Los Angeles Philharmonic Orchestra brachten in 1972 haar Credo voor koor en orkest in première. Bonds stierf onverwacht enkele maanden later, kort na haar 59e verjaardag.

## Nalatenschap
Margaret Bonds deed veel om de muziek van zwarte musici te promoten. Haar eigen composities en teksten gingen over raciale kwesties van die tijd. Het optreden met het Chicago Symphony Orchestra was een historisch moment, het was de eerste keer dat een zwarte artiest met hen als solist optrad. Bonds verbond het politiek activisme van haar vader met de muzikaliteit van haar moeder. Daarnaast zijn veel van de bekende arrangementen van Afro-Amerikaanse spirituals (zoals He's got the whole world in His hands) door Bonds gemaakt.
In Nederland wordt haar werk onder meer vertolkt door pianist Djuwa Mroivili en countertenor Arturo den Hartog.

## Oeuvre
De belangrijkste werken van Bonds staan in de onderstaande tabel.
| Jaar           | Titel | Genre / bezetting                           | Tekst                            |
| -------------- | --- | ------------------------------------------- | -------------------------------- |
| 1960           | Ballad of the brown king | SATB-koor, tenorsolo en orkest              | Langston Hughes                  |
| 1965           | Credo | Sopraansolo, baritonsolo, koor en orkest    | Langston Hughes                  |
| 1966           | Credo | Sopraansolo, baritonsolo, SATB-koor, piano  | W.E.B. Du Bois                   |
| 1967           | Credo | Sopraansolo, baritonsolo, SATB-koor, orkest | W.E.B. Du Bois                   |
| 1959           | Ezek'el saw de wheel | Spiritual voor koor                         |                                  |
| 1963           | Fields of wonder | Liederencyclus, mannenkoor                  | Langston Hughes                  |
| 1962           | Go tell it on the mountain | Spiritual voor koor                         |                                  |
| 1962           | Hold on | Spiritual voor zangstem en koor             |                                  |
| 1966           | I shall pass through this world | Spiritual voor a capella koor               |                                  |
| 1959           | Joshua fit de battle of Jericho | Spiritual voor zangstem en orkest           |                                  |
| 1967           | Joshua fit da battle of Jericho | Spiritual voor zangstem                     |                                  |
| zonder jaartal | Mary had a little baby | SSAA-koor                                   |                                  |
| 1959           | Mass in d-minor (alleen het Kyrie bestaat nog) | Koor en orgel                               |                                  |
| 1959           | Shakespeare in Harlem | Muziektheater                               | Langston Hughes                  |
| 1954           | Ballad of the brown king | Koor, solisten en orkest                    | Langston Hughes                  |
| 1936           | The negro speaks of rivers | Lied voor zangstem en piano                 | Langston Hughes                  |
| 1942           | The negro speaks of rivers | Lied voor koor                              | Langston Hughes                  |
| 1959           | Three dream portraits 1. "Minstrel man" 2. "Dream variation" 3. "I, too" | Liederen voor zangstem en piano             | Langston Hughes                  |
| 1967           | Troubled water | Piano                                       |                                  |
| zonder jaartal | USA | Muziektheater                               | John Dos Passos                  |
| zonder jaartal | USA | Muziektheater                               | R. Dunmore                       |
| 1940           | Wings over Broadway | Muziektheater en ballet                     |                                  |
| 1949           | Be a little savage with me | Spiritual voor zangstem                     | Langston Hughes                  |
| zonder jaartal | Children's sleep | SATB-koor                                   | Vernon Glasser                   |
| 1940           | Chocolate Carmencita | Spiritual voor zangstem                     | Langston Hughes en Arna Bontemps |
| zonder jaartal | Cowboy from South Parkway | Zangstem                                    | Langston Hughes                  |
| 1967           | Didn't it rain! | Spiritual voor zangstem                     |                                  |
| 1938           | Don't you want to be free | Muziektheater                               | Langston Hughes                  |
| zonder jaartal | Empty interlude | Zangstem                                    | Roger Chaney en Andy Razaf       |
| 1946           | Five creek-freedmen spirituals 1. "Dry bones" 2. "Sit down servant" 3. "Lord, I just can't keep from cryin" 4. "You can tell the world" 5. "I'll reach to heaven"                                | Spiritual voor zangstem                     |                                  |
| 1939           | Georgia | Jazz voor zangstem                          | Andy Razaf en J. Davis           |
| 1963           | He's got the whole world in His hands | Spiritual voor zangstem                     |                                  |
| 1959           | I got a home in that rock | Spiritual voor zangstem                     |                                  |
| 1971           | I wish I knew how it would feel to be free | Spiritual voor sopraan, koor en orkest      |                                  |
| 1940           | I'll make you savvy | Spiritual voor zangstem                     | Langston Hughes en Arna Bontemps |
| zonder jaartal | Just a no good man | Spiritual voor zangstem                     | Langston Hughes                  |
| zonder jaartal | Let's make a dream come true | Spiritual voor zangstem                     | Roger Chaney                     |
| zonder jaartal | Lillian M. Bowles: For the piano | Piano                                       |                                  |
| 1940           | Lonely little maiden by the sea | Spiritual voor zangstem                     | Langston Hughes en Arna Bontemps |
| 1940           | Market day in Martinique | Spiritual voor zangstem                     | Langston Hughes en Arna Bontemps |
| 1964           | Montgomery variations | Orkest                                      |                                  |
| 1968           | No man has seen His face | Sopraan- of tenorsolo, SATB-koor, piano     | Janice Lovoos                    |
| 1939           | Peach tree street | Jazz voor zangstem                          | Andy Razaf en J. Davis           |
| 1940           | Pretty flower of the tropics | Spiritual voor zangstem                     | Langston Hughes en Arna Bontemps |
| 1956           | Rainbow gold | Lied voor zangstem                          | Roger Chaney                     |
| 1936           | Romey and Julie | Muziektheater                               | R. Dunmore en Malone Dickerson   |
| 1932           | Sea ghost | Lied voor zangstem en piano                 |                                  |
| 1960           | Sing aho | Spiritual voor zangstem                     |                                  |
| 1964           | Sinner, please don't let this harvest pass | Spiritual voor sopraan en gemengd koor      |                                  |
| 1958           | Six songs on poems by Edna St. Vincent Millay 1. "Women have loved before as I love now" 2. "Hyacinth" 3. "Even in the moment" 4. "Feast" 5. "I know my mind" 6. "What lips my lips have kissed" | Liederen voor zangstem                      | Edna St. Vincent Millay          |
| 1934-1955      | Songs of the seasons 1. "Poème d'automne" 2. "Winter moon" 3. "Young love in spring" 4. "Summer storm"                                                                                           | Liederen voor zangstem en piano             | Langston Hughes                  |
| zonder jaartal | Spiritual suite | Piano                                       |                                  |
| 1940           | Spring will be so sad when she comes this year | Zangstem                                    | H. Dickinson                     |
| zonder jaartal | Standin' in the need of prayer | Spiritual voor sopraan en koor              |                                  |
| 1960           | Stopping by the woods on a snowy evening | Lied voor zangstem                          | Robert Frost                     |
| 1940           | Sweet nothings in Spanish | Spiritual voor zangstem                     | Langston Hughes en Arna Bontemps |
| zonder jaartal | Tain't no need | Zangstem                                    | Roger Cheney                     |
| zonder jaartal | The migration | Muziektheater en ballet                     |                                  |
| 1959           | The pasture | Lied voor zangstem                          | Robert Frost                     |
| 1940           | The way we dance in Chicago/Harlem | Spiritual voor zangstem                     | Langston Hughes en Arna Bontemps |
| 1962           | This little light of mine | Spiritual voor sopraan, koor en orkest      |                                  |
| 1968           | Three sacred songs 1. "No man has seen His face" 2. "Touch the hem of His garment" 3. "Faith in Thee"                                                                                            | Zangstem                                    | Janice Lovoos en Penney          |
| 1933           | To a brown girl, dead | Lied voor zangstem                          | Countee Cullen                   |
| 1968           | Touch the hem of His garment | Sopraansolo, SATB-koor, piano               | Janice Lovoos                    |
| 1940           | Tropics after dark | Muziektheater                               |                                  |
| zonder jaartal | Two piano pieces 1. "Tangamerican" 2. "Fugal dance | Piano                                       |                                  |
| zonder jaartal | When the dove enters in | Zangstem                                    | Langston Hughes en Arna Bontemps |
| 1940           | When the sun goes down in rhumba land | Spiritual voor zangstem                     | Langston Hughes en Arna Bontemps |
| 1952           | Swing low, sweet chariot | Spiritual                                   |                                  |

## Discografie
Muziek van Bonds is opgenomen op verschillende labels, voornamelijk op verzamelalbums met muziek van zwarte componisten. In de jaren zestig nam Leontyne Price, de eerste Afro-Amerikaanse operazangeres die internationaal beroemd werd, een aantal van Bonds' arrangementen van spirituals op. Marlissa Hudson nam in 2016 Mistrel man en He's got the whole world in His hand op. In 2019 werd de opname van de première van The ballad of the brown king uitgebracht op het Avie-label.
De CD's waarop werk van Bonds is te horen staan in deze tabel.
| Jaar        | Titel | Uitvoerenden                                                                                                | Labelnummer                   |
| ----------- | --- | --- | ----------------------------- |
| 1993        | Troubled water (in Black diamonds: Althea Waites plays music by Afro-American composers)                                                                                | Althea Waites                                                                                               | Cambria 1097                  |
| 2004        | The negro speaks of rivers; Dream portraits nr. 1-3; Minstrel man (in Dreamer: A portrait of Langston Hughes)                                                           | Darryl Taylor, Maria Corley                                                                                 | Naxos 8.559136                |
| 2011        | He's got the whole world in His hands (in Amen! African-American composers of the 20th century)                                                                         | Oral Moses, George Morrison Bailey                                                                          | Albany TROY 459               |
| 2016        | Mistrel man; He's got the whole world in His hands | Marlissa Hudson                                                                                             | AMP Records AGCD 2106         |
| 2018        | The negro speaks of rivers; Dream portraits nr. 1-3 (in Songs from Chicago)                                                                                             | Thomas Hampson, Kuang-Hao Huang                                                                             | Cedille Records CDR 90000 180 |
| 2019 / 2020 | The ballad of the brown king & selected songs deel I-IX; To a brown girl, dead; Winter moon; Dream portraits nr. 1-3 (in The ballad of the brown king & selected songs) | Laquita Mitchell, Lucia Bradford, Noah Stewart, Ashley Jackson, The Dessoff Choirs, Malcolm J. Merriweather | Avie Records - AV2413         |